# Louis Gérardin
Louis „Toto“ Gérardin (* 12. August 1912 in Boulogne-Billancourt; † 23. Mai 1982 in Paris) war ein französischer Bahnradsportler und -trainer.

## Sportliche Karriere
Über 20 Jahre lang gehörte Louis Gérardin zu den weltbesten Sprintern auf der Bahn. 1930 wurde er Weltmeister der Amateure im Sprint, anschließend wurde er Profi. Als solcher belegte er dreimal den zweiten und zweimal den dritten Platz bei Bahn-Weltmeisterschaften. 13-mal wurde Gérardin Französischer Meister, zuletzt 1953, im Alter von 41 Jahren. 1950 gab es die kuriose Situation, dass es gleichzeitig drei Meister Frankreichs gab. Der Verband hatte beschlossen, den Fliegersport zu fördern und veranstaltete drei gleichberechtigte Meisterschaften, an der Amateure, Unabhängige und Berufsfahrer teilnehmen konnten. Alle drei Sieger durften das Meistertrikot tragen. Neben Gérardin waren Jacques Bellenger und Maurice Verdeun die anderen Meister, zudem gab es noch eine reine Amateurmeisterschaft.
1939, 1941 und 1943 siegte er beim Grand Prix de Paris sowie dreimal, 1936, 1937 und 1941 beim Grand Prix de l’UVF, beides renommierte Sprint-Turniere. Den Grand Prix de l’UCI in Paris sowie den Grand Prix Victor Goddet gewann er 1936, den Grand Prix du Conseil municipal de la ville de Paris 1938. Den Grand Prix de la République gewann er 1938 und 1946. Den Grand Prix d’Anvers entschied er 1943 für sich. Den Grand Prix d’Angers gewann er dreimal, den Grand Prix Kopenhagen zweimal. Ungewöhnlich war seine Freundschaft mit den sportlichen Konkurrenten, dem belgischen Fahrer Jef Scherens und dem Deutschen Albert Richter; sie wurden die „drei Musketiere“ genannt.
Nach Beendigung seiner aktiven Laufbahn im Jahre 1958 wurde Gérardin Trainer der französischen Nationalmannschaft und betreute erfolgreiche Sprinter wie Daniel Morelon und Pierre Trentin. Als er 1977 in den Ruhestand ging, folgte ihm Morelon als Nationaltrainer.

## Privates
Aufsehen erregte in Frankreich Gérardins Affäre mit Édith Piaf. Für die Sängerin verließ er Anfang der 1950er Jahre seine Frau, die das Paar von einem Privatdetektiv beschatten ließ. Nach Beendigung der rund zweijährigen Affäre beklagte sich Gérardin öffentlich: „Zwei Tage und zwei Nächte mit der Piaf sind anstrengender als eine Etappe der Tour de France.“ 54 Liebesbriefe, die die Piaf an Gérardin schrieb, wurden im Mai 2009 für 67.000 Euro bei Christie’s versteigert.

## Erfolge
1930
- Amateur-Weltmeister – Sprint

1932
- Französischer Meister – Sprint

1934
- Weltmeisterschaft – Sprint

1935
- Weltmeisterschaft – Sprint

1936
- Weltmeisterschaft – Sprint
- Französischer Meister – Sprint

1938
- Französischer Meister – Sprint

1939
- Grand Prix de Paris

1941
- Grand Prix de Paris
- Französischer Meister – Sprint

1942
- Französischer Meister – Sprint

1943
- Grand Prix de Paris
- Französischer Meister – Sprint

1945
- Französischer Meister – Sprint

1947
- Weltmeisterschaft – Sprint

1948
- Weltmeisterschaft – Sprint
- Französischer Meister – Sprint